# Kajakarstwo na Letnich Igrzyskach Olimpijskich 2008 – C-1 1000 m mężczyzn
C-1 1000 metrów mężczyzn to jedna z konkurencji w kajakarstwie klasycznym rozgrywanych podczas Letnich Igrzysk Olimpijskich 2008. Kajakarze rywalizowali między 18 a 22 sierpnia na torze Park Olimpijski Shunyi w Pekinie.

## Terminarz
Wszystkie godziny są podane w czasie pekińskim (UTC+08:00)
| Data             | Godzina |            |
| ---------------- | ------- | ---------- |
| 18 sierpnia 2008 | 16:00   | Eliminacje |
| 20 sierpnia 2008 | 15:50   | Półfinały  |
| 22 sierpnia 2008 | 15:45   | Finał      |

## Wyniki

### Eliminacje
Zwycięzcy z każdego z biegów eliminacyjnych awansowali do finału. Zawodnicy z miejsc 2 - 7 awansowali do półfinałów. Pozostali zawodnicy zostali wyeliminowani.
Bieg 1
| Pozycja | Zawodnik                 | Czas     | Uwagi |
| ------- | ------------------------ | -------- | ----- |
| 1.      | Attila Vajda             | 3:55,319 | QF    |
| 2.      | Florin Georgian Mironcic | 3:57,538 | QSF   |
| 3.      | Marcin Grzybowski        | 4:02,010 | QSF   |
| 4.      | Miķelis Ežmalis          | 4:13,777 | QSF   |
| 5.      | Torsten Lachmann         | 4:15,188 | QSF   |
| 6.      | Everardo Cristóbal       | 4:15,280 | QSF   |
| 7.      | Fortunato Luis Pacavira  | 4:39,538 | QSF   |
| 8.      | Sean Pangelinan          | 4:49,284 |       |

Bieg 1
| Pozycja | Zawodnik             | Czas     | Uwagi |
| ------- | -------------------- | -------- | ----- |
| 1.      | Vadim Menkov         | 3:56,793 | QF    |
| 2.      | Mathieu Goubel       | 3:56,972 | QSF   |
| 3.      | Marián Ostrčil       | 4:00,191 | QSF   |
| 4.      | Aliaksandr Zhukouski | 4:01,380 | QSF   |
| 5.      | Wiktor Miełantjew    | 4:03,316 | QSF   |
| 6.      | Nivalter Jesus       | 4:17,407 | QSF   |
| 7.      | Michaił Jemieljanow  | 4:19,259 | QSF   |

Bieg 3
| Pozycja | Zawodnik             | Czas     | Uwagi |
| ------- | -------------------- | -------- | ----- |
| 1.      | David Cal            | 3:58,756 | QF    |
| 2.      | Andreas Dittmer      | 4:00,505 | QSF   |
| 3.      | Aldo Pruna Díaz      | 4:02,351 | QSF   |
| 4.      | Thomas Hall          | 4:05,198 | QSF   |
| 5.      | Andreas Kilingaridis | 4:18,488 | QSF   |
| 6.      | Jurij Czeban         | 4:23,188 | QSF   |
| 7.      | Calvin Mokoto        | 4:33,887 | QSF   |

## Półfinały
Trzech pierwszych zawodników z każdego półfinału awansowało do finału.
Półfinał 1
| Pozycja | Zawodnik                 | Czas     | Uwagi |
| ------- | ------------------------ | -------- | ----- |
| 1.      | Thomas Hall              | 3:58,820 | QF    |
| 2.      | Florin Georgian Mironcic | 3:59,664 | QF    |
| 3.      | Aldo Pruna Díaz          | 4:01,745 | QF    |
| 4.      | Wiktor Miełantjew        | 4:02,854 |       |
| 5.      | Marián Ostrčil           | 4:03,696 |       |
| 6.      | Everardo Cristóbal       | 4:04,267 |       |
| 7.      | Jurij Czeban             | 4:06,095 |       |
| 8.      | Michaił Jemieljanow      | 4:16,813 |       |
| 9.      | Miķelis Ežmalis          | 4:16,820 |       |

Półfinał 2
| Pozycja | Zawodnik                | Czas     | Uwagi |
| ------- | ----------------------- | -------- | ----- |
| 1.      | Mathieu Goubel          | 3:57,607 | QF    |
| 2.      | Andreas Dittmer         | 3:58,595 | QF    |
| 3.      | Aliaksandr Zhukouski    | 3:58,851 | QF    |
| 4.      | Marcin Grzybowski       | 4:00,226 |       |
| 5.      | Andreas Kilingaridis    | 4:04,627 |       |
| 6.      | Torsten Lachmann        | 4:09,792 |       |
| 7.      | Nivalter Jesus          | 4:12,556 |       |
| 8.      | Calvin Mokoto           | 4:26,650 |       |
| 9.      | Fortunato Luis Pacavira | 4:40,697 |       |

## Finał
| Pozycja | Zawodnik                 | Czas     | Uwagi |
| ------- | ------------------------ | -------- | ----- |
| złoto   | Attila Vajda             | 3:50,467 |       |
| srebro  | David Cal                | 3:52,751 |       |
| brąz    | Thomas Hall              | 3:53,653 |       |
| 4.      | Vadim Menkov             | 3:54,237 |       |
| 5.      | Aliaksandr Zhukouski     | 3:55,645 |       |
| 6.      | Florin Georgian Mironcic | 3:57,876 |       |
| 7.      | Mathieu Goubel           | 3:57,889 |       |
| 8.      | Andreas Dittmer          | 3:57,894 |       |
| 9.      | Aldo Pruna Díaz          | 3:59,087 |       |